# Androsace ciliata
Androsace ciliata är en viveväxtart som beskrevs av Dc. Androsace ciliata ingår i släktet grusvivor, och familjen viveväxter. Inga underarter finns listade i Catalogue of Life.

## Bildgalleri

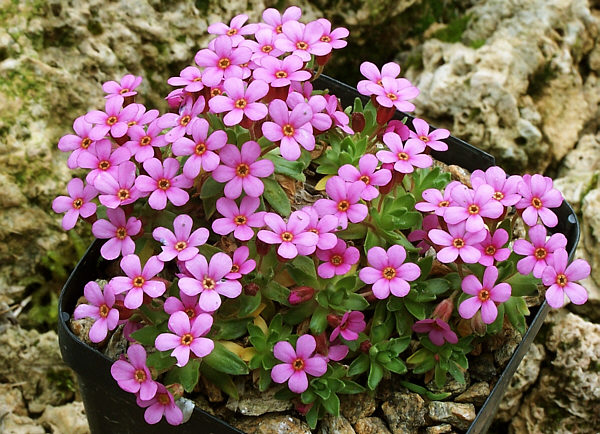